# 6-甲氧基蜂蜜曲菌素
6-甲氧基蜂蜜曲菌素（英语：6-Methoxymellein）是一种酚类二氢异香豆素衍生物。可以在胡萝卜和胡萝卜糊中发现。是胡萝卜中苦味来源之一。它是一种植物保卫素，由短波紫外线（UVC）诱导胡萝卜产生，来抵抗灰葡萄孢菌等微生物。

## 生物合成
6-甲氧基蜂蜜曲菌素由S-腺苷甲硫氨酸和6-羟基蜂蜜曲菌素通过S-腺苷甲硫氨酸-O-甲基转移酶作用下得到，生成6-甲氧基蜂蜜曲菌素的同时产生S-腺苷-L-高半胱氨酸。